# 26652 Klinglesmith
26652 Klinglesmith è un asteroide della fascia principale. Scoperto nel 2000, presenta un'orbita caratterizzata da un semiasse maggiore pari a 2,6246757 au e da un'eccentricità di 0,2608447, inclinata di 6,44371° rispetto all'eclittica.